# Grote glansslak
De grote glansslak (Oxychilus draparnaudi) is een slakkensoort uit de familie van de Oxychilidae. De wetenschappelijke naam van de soort werd in 1837 voor het eerst geldig gepubliceerd door H. Beck en is vernoemd naar de Franse malacoloog Jacques Draparnaud.

## Kenmerken

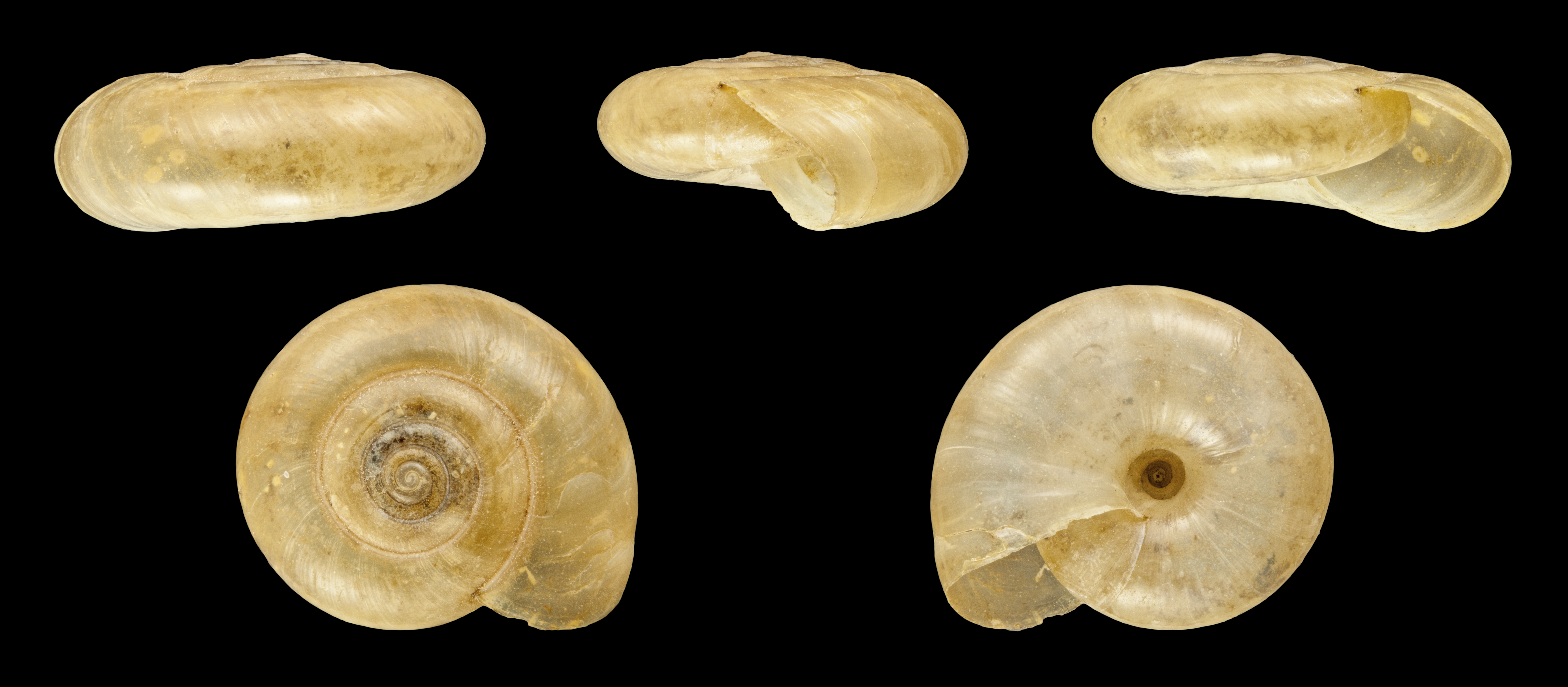
Huisje van een volwassen dier (Ø1,3 cm)

Het rechtsgewonden slakkenhuisje heeft een diameter van ongeveer 7 tot 14 mm en een hoogte van 4,5 tot 6 mm bij volwassen dieren. Het is plat-conisch, de apex is van opzij gezien slechts licht verhoogd. De hoogte van de naad kan iets afwijken. Het heeft 5,5 tot 6 windingen die gelijkmatig toenemen tot de laatste winding. De laatste winding neemt dan iets meer toe en de diameter van de laatste winding is meer dan twee keer zo groot als de voorlaatste winding. Vaak is de laatste winding ook iets verlaagd ten opzichte van de as van de eerste windingen. De mond is transversaal elliptisch, afgezien van de snede door de vorige winding. Het mondoppervlak is enigszins schuin ten opzichte van de windingas. De mondrand is recht en geslepen. De navel is matig diep en breed.
De schelp is geelbruin, donkerbruin tot roodbruin en doorschijnend. Het oppervlak vertoont vage groeilijnen, die vooral naar de naad toe wat ruwer worden of een gerimpelde indruk geven. Anders is de behuizing glad en glanzend. Het lichaam van het dier is blauwgrijs of donkerblauw gekleurd. Als gevolg hiervan lijkt de anders vrij heldere behuizing ook erg donker. Antennes en bovenlichaam zijn vaak wat donkerder, de vacht is grijs. Bij aanraking of verwonding is een lichte geur van knoflook merkbaar. 

### Vergelijkbare soorten
De laatste winding van de kelder-glansslak (Oxychilus cellarius) is wat smaller dan die van de grote glansslak. Ook is het huisje gemiddeld wat kleiner. De lookglansslak (Oxychilus alliarius) is beduidend kleiner en heeft een meer opstaande naad, maar ook minder windingen. Bij de even grote of zelfs grotere Oxychilus mortilleti is de navel iets kleiner en is de mond op een veel meer transversale elliptische manier afgeplat, direct van bovenaf gezien.

## Geografische spreiding en leefgebied
De soort was oorspronkelijk alleen inheems in West- en Zuidwest-Europa tot Zuidwest-Duitsland. Inmiddels is hij echter in heel Centraal-Europa aanwezig. In Scandinavië komt hij alleen voor in tuinen en kassen. Vanwege zijn antropogene verspreiding komt de grote glansslak ook voor in andere gematigde streken van de wereld. In Zwitserland is hij al gevonden op 2.000 meter boven zeeniveau, maar boven de 1.000 meter is hij zeer zeldzaam.
De soort leeft (leefde) oorspronkelijk op vochtige en beschutte plaatsen in loofbossen onder gebladerte en tussen rotsen. Het wordt nu gevonden in Centraal-Europa (geïntroduceerd) voornamelijk in cultuurgrond, in tuinen, parken, kassen, composthopen, langs bermen en groenafvalstortplaatsen.